# Zlý noty na večeři
Zlý noty na večeři je druhé album české rockové skupiny Wohnout, vydané v roce 2000.

## Seznam skladeb
| Pořadí         | Název                 | Délka |
| -------------- | --------------------- | ----- |
| 1.             | Zlej prcek            | 4:07  |
| 2.             | Ryba shnilá           | 4:38  |
| 3.             | Šaman                 | 6:11  |
| 4.             | Sej-ko-No-Pí          | 2:24  |
| 5.             | Xicht                 | 3:44  |
| 6.             | U nás na Nouzově      | 3:39  |
| 7.             | Fgjka                 | 3:55  |
| 8.             | Uprchlík              | 4:18  |
| 9.             | Čo poudala stara mama | 1:29  |
| 10.            | Číňani v Tibetu       | 3:48  |
| 11.            | Zlý noty na večeři    | 5:39  |
| Celková délka: | Celková délka:        | 43:56 |

## Obsazení
- Jan Homola – zpěv
- Matěj Homola – kytara
- Jiří Zemánek – baskytara
- Zdeněk Steiner – bicí